# クレムソン大学

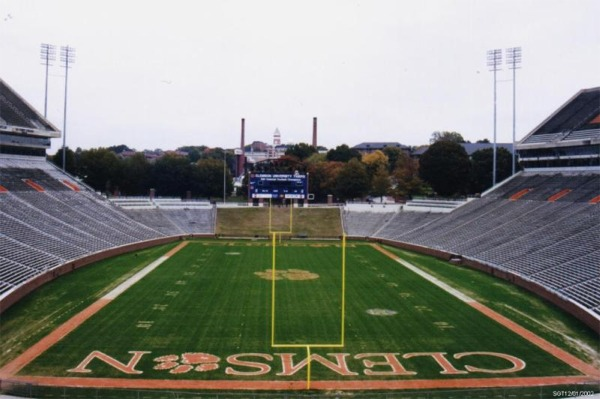
クレムゾン・タイガースの本拠地クレムゾン記念スタジアム

クレムソン大学（英語: Clemson University）は、サウスカロライナ州クレムソンに本部を置くアメリカ合衆国の公立大学。1893年創立、1889年大学設置。

## 概説
在籍生徒は約17000人。サウスカロライナ州北部に位置する。もともと工学系に強い学校で、サウスカロライナ大学とライバル関係にある。アンダーソン市街圏の外側に位置しており、サウスカロライナ州内で最も高い水準の教育を提供しているために州内や全米から学生が集まる。
キャンパスは小高い丘に位置しており、大学は何か所かのキャンパスに分かれペンデルトンリサーチセンターやクレムソン大学国際自動車研究所（通称I-Car)などがある。
早稲田大学、中京大学、福井大学、名古屋外国語大学、上智大学と交換留学プログラムを締結している。

## 沿革
トーマス・グリーン・クレムソンは1838年にサウスカロライナ州議員やアメリカ副大統領を歴任したジョン・カルフーンの娘であるアンナ・マリアと結婚してサウスカロライナに入植した。1888年4月6日にクレムソンは死去したが、彼はほとんどの私財を費やして、農業と機械工学の大学の設置を希望として遺した。彼の意志はサウスカロライナの政治家であるベンジャミン・ティルマンによって受け継がれ、ティルマンは積極的にサウスカロライナ州議会に働きかけ、その決議案は一票差の賛成によって可決された。
1889年にサウスカロライナクレムソン農業大学という名前で、クレムソン大学は創立された。それに併せて、農業教育連邦補助金はサウスカロライナ大学からクレムソンに移行された
446名の入学者と共に、1893年6月に正式に大学として始動した。その開始当初から、クレムソン大学は白人による軍隊学校であった。この方式は1955年の市民法改正まで継続された後、共学に変更された。
1963年クレムソン大学は初めてアフリカ系アメリカ人学生、後のノースカロライナ州シャーロット議長になるハーヴェイ・ガントの入学を許可した。1964年に総合大学となり、学校の学部の拡張や研究の深化が進んでいくこととなった。

## 教育および研究

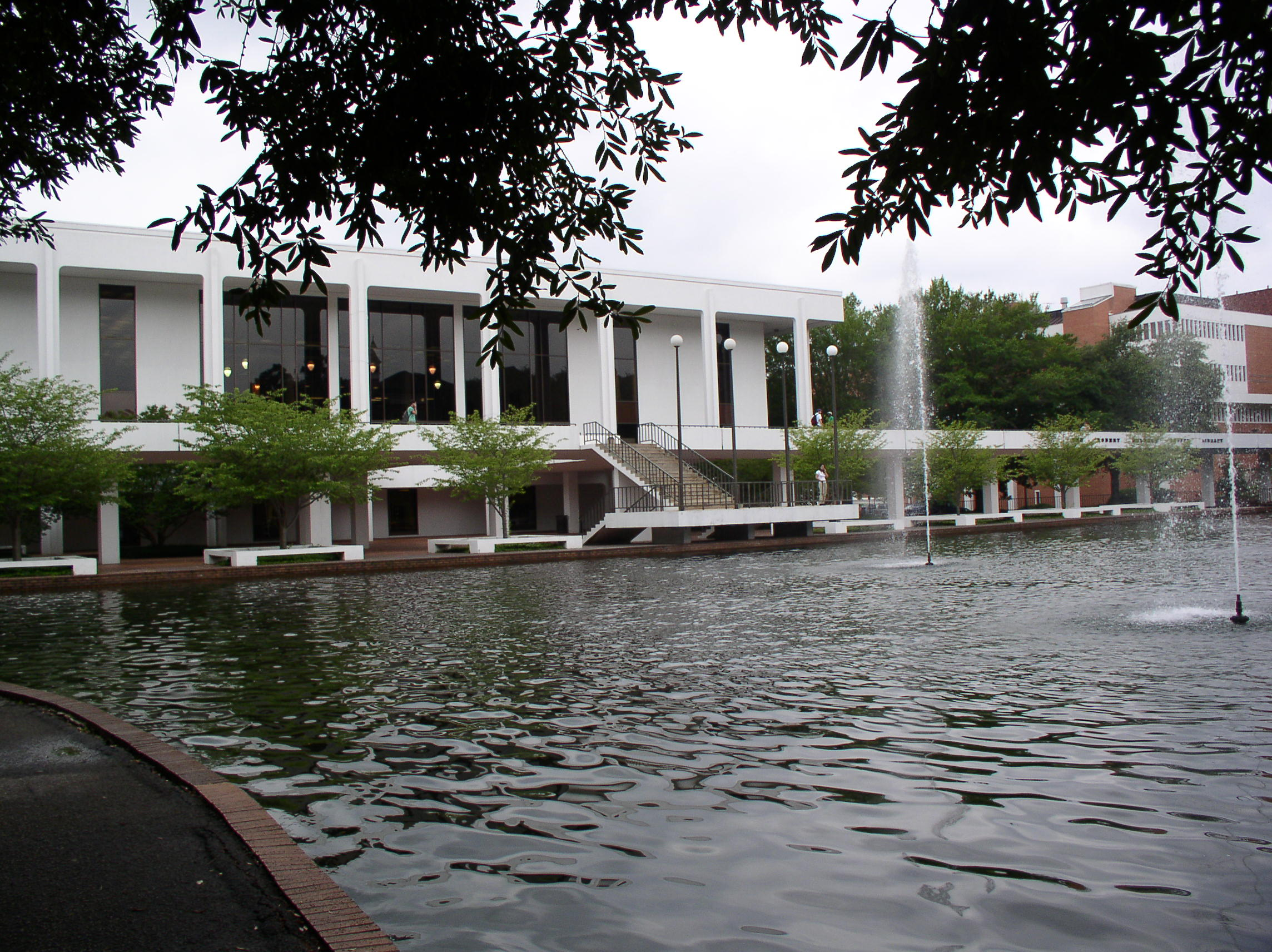
クーパーライブラリーと噴水

アメリカ合衆国で公立教育機関として上位20位に位置するべく、学部や大学院のプログラムを拡大するなどの計画を進めている。その効果として、2008年には22位に上昇した。US News & World Reportによると2011年現在クレムソン大学は国内23位の公共教育機関として評価されている。また、チャールストン大学との共同プログラムである歴史的建造物保護の修士プログラムが有名である。
International Center For Automotive Research(CU-ICAR)はクレムソン大学の中でも最も革新的なプログラムである。CU-ICARはグリーンビルに位置し、250エーカーあるキャンパス内には自動車研究所がある。このキャンパスはBMWによって創設された情報技術研究所も併設されている。この併設所はBMW、Microsoft、IBM、ボッシュといった大手企業と提携している。また企業のオフィスがキャンパス内に設置されている。

## スポーツ
クレムソン大学のスポーツ・チームは「タイガース(Tigers)」。
アメリカンフットボールと野球の強豪校として知られ、特にアメリカンフットボールはNCAAのディビジョンI-Aのアトランティック・コースト・カンファレンス(ACC)に所属。
1981年に全米優勝を果たし、2011年はACCチャンピオンズリーグ優勝の後オレンジボウルに出場。2014年はオレンジボウルに出場し強豪オハイオステートに勝利。2016シーズンでは全米プレーオフ準決勝のフィエスタボウルを制覇。王座決定戦ではアラバマ大学に35-31で35季ぶりの全米王座に輝いた。2018シーズンも準決勝でノートルダム大学を破り、王座決定戦でアラバマ大学に44-16で勝利し全米王者に輝いた。

## 著名な卒業生
- ブリアナ・ローリンズ - 陸上競技選手（2013年現在在学中）[3]
- クリフォード・スピラー - アメリカンフットボール選手
- トレバー・ローレンス - アメリカンフットボール選手
- ディヴィッド・ウィルキンス - 元カナダ大使
- ホーレス・グラント - NBA・シカゴ・ブルズなどで活躍した元プロバスケットボール選手
- エルデン・キャンベル - NBA・ロサンゼルス・レイカーズなどで活躍した元プロバスケットボール選手
- クリス・ベンソン - MLB・ピッツバーグ・パイレーツなどに所属した元プロ野球選手
- ドミニク・レオン - MLBでプレーするプロ野球選手
- ブラッド・ミラー - MLBでプレーするプロ野球選手
- ウェストン・ウィルソン - MLBでプレーするプロ野球選手
- トレバー・ブッカー - NBA・ユタ・ジャズ所属のプロバスケットボール選手
- ニッキー・ヘイリー - 政治家、国連大使、元サウスカロライナ州知事
- ジェレミー・ビーズリー - NPB・阪神タイガースでプレーするプロ野球選手

## 日本の学生交流協定校
- 東京大学
- 早稲田大学
- 立教大学
- 福井大学
- 名古屋工業大学
- 名古屋外国語大学
- 中京大学
- 大阪工業大学
- 関西大学
- 広島大学